# Embornal

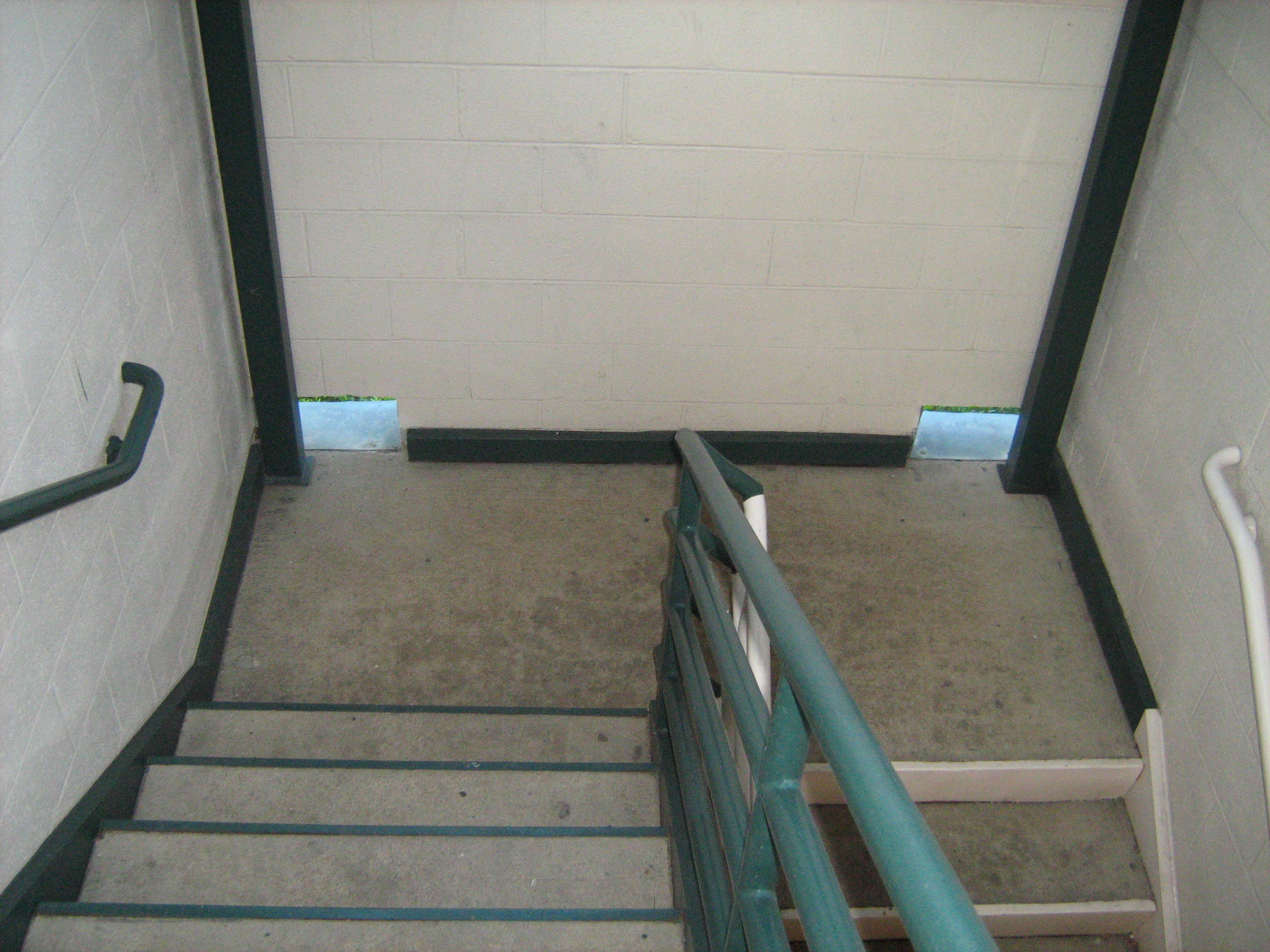
Dos embornals tallats a ambdós costats de l'escala exterior impedeixen que l'aigua s'acumuli i torni les escales relliscoses

Un embornal és una obertura (forats o canals) a les parets laterals d'una estructura a l'aire lliure, per a evacuar l'aigua, o d'una nau per fer fora l'aigua de damunt la coberta. Per extensió, designa l'estructura d'evacuació de l'aigua d'un carrer o camí. En general, es col·loquen plans al nivell del sòl, i permeten que la pluja o líquids flueixin fora de l'estructura a l'aire lliure, de vegades es practiquen fent forats les parets.
L'eixauc és el conducte obert per a eixaugar (escolar l'aigua d'un terreny).

## Etimologia
Del català antic umbrenal, derivat de l'expressió grega ὀμβρινὰ τρήματα (ombrinà trḗmata: «forats pluvials»).

## Tipus

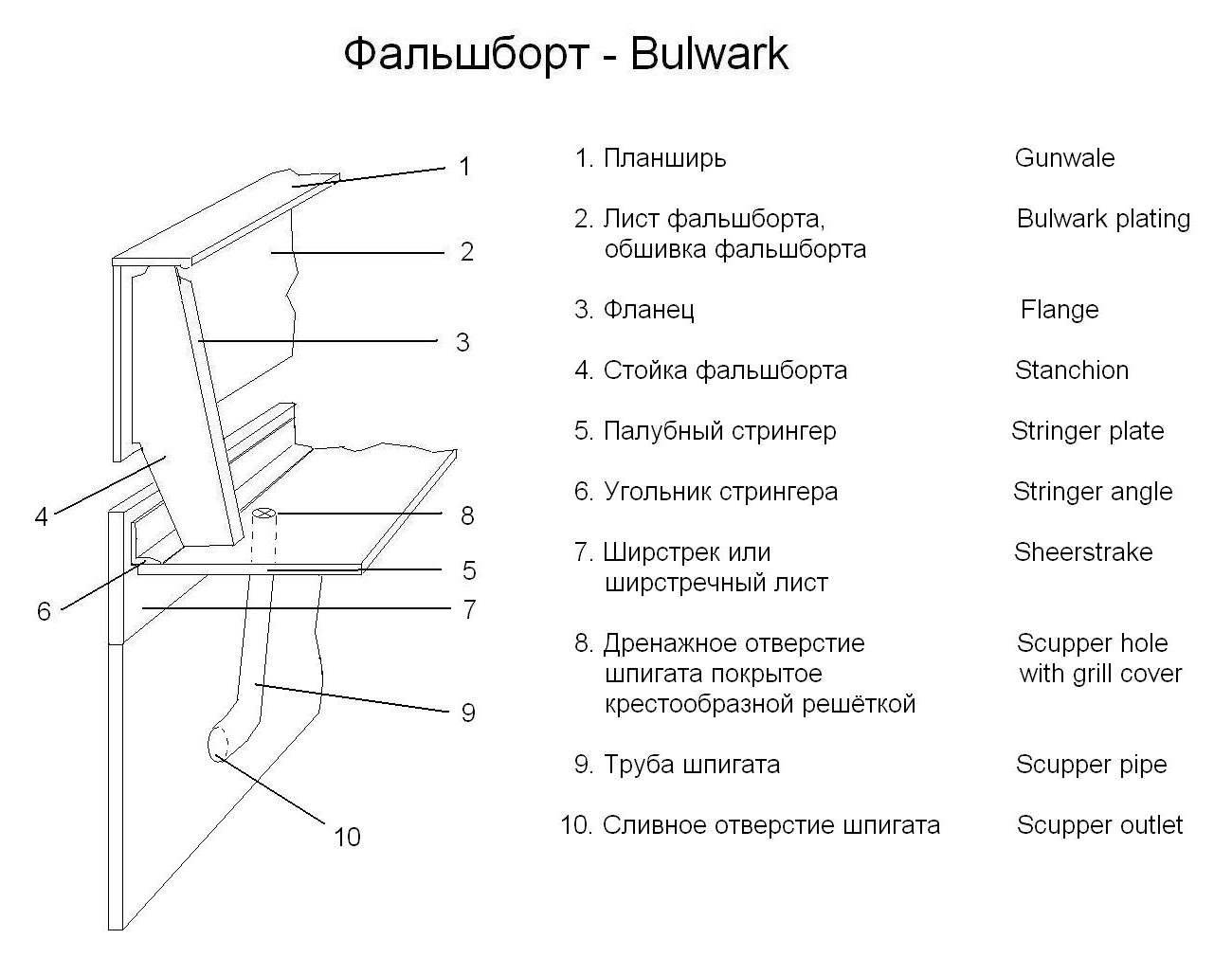
Plànol d'un embornal de vaixell en rus i en anglès. L'embornal principal és a sota de la part superior de la barana (2). Hi ha un desguàs complementari amb una canonada (8, 9, 10).

Hi ha dos tipus principals d'embornals:
1. Els que hi ha als vaixells, que porten embornals a nivell de la coberta, per permetre que s'escorri l'aigua de mar o de pluja.[5]
2. Els que hi ha als edificis amb baranes a les teulades. S'hi poden construir embornals perquè l'aigua de pluja s'escorri, en lloc d'acumular-se al terrat. Els embornals també es poden posar en els parapets, amb el mateix propòsit.[6]

### Vaixells
A més dels embornals tradicionals, embornals de coberta, molts vaixells disposen d'embornals de varenga.
Hi ha l'embornal de caixa que és una forma elaborada d’una porció d’un tub de colze que serveix de conducte de flux entre la coberta d’un vaixell i el seu buc. Té la mateixa funció: evacuar l'aigua del mar que, si s'acumula a la coberta, podria fer perdre part de la seva estabilitat al vaixell .

## Història
L'embornal apareix en documents catalans tan aviat com el 1272 a Els Costums de Tortosa en canvi en altres països com per exemple, a la Normandia i la Picardia, no apareix fins al segle xiv, designant una varietat de canaletes per a recollir l'aigua, sense tenir cap significat precís. De fet el terme "Dalot", està recollit en documents normands el 1331, tot i que, per al terme precís marítim, cal esperar fins al 1382 al relat Clos des Galées de Rouen, escrit "dallot". També està testificat més tard al 1690, amb el mateix grafisme, al diccionari de l'Acadèmia Francesa que el presenta com un terme francès oficial d'aquella època.

### Cites literàries
- Els Costums de Tortosa esmenten els embornals dels vaixells.[8]

| «                                     | Si los auers o mercaderies que són meses e'l leyn se baynen per cuberta o per murada o per centina o per timonera o per embrunal o per porta... | » |
| — Costums de Tortosa. IX,xxvii, 21. . | |   |

- El Llibre dels fets justifica la presència dels embornals en un vaixell. Quan una nau embarca aigua en gran quantitat, per poca barana que tingui, l'aigua queda embassada sobre la coberta i carrega la nau de forma perillosa. Els embornals permeten desguassar l'aigua embarcada amb certa rapidesa.[9]

| «                   | E quan fo entre hora nona e vespres, enfortí's la mar pel creixement del vent, e feu tanta de mar que en la terça part de la galea, de part de proa, que passava dessús l'aigua de les grans onades de la mar can venien. E can venc que aquesta mar haguem correguda, prop del vespre, ans que el sol se pongués, cessà lo vent; e al cessar que feu lo vent, veem l'illa de Mallorques, e destriam la Palomera et Sóller e Almeruig | » |
| — Llibre dels fets. | |   |

- El Llibre del Consolat de Mar fa responsable al senyor d'una nau si les mercaderies es mullen i es fan malbé per culpa (entre altres) dels embornals de la nau.[10]

| «                  | Hauer qui sia mes en nau sis banya per cuberta o per murada o per arbres o per sentina o per timoneres o per ambrunals o per porta o per metre en loch dubtos o per poc crostam, car lo senyor deu esmenar tot lo dan | » |
| — Consolat de Mar. | |   |

- En el Tirant lo Blanc els embornals d'una nau desguassaven la sang d'una batalla ferotge.[11]

| «                  | Destaparen los embrunals de la nau, e eixia tan gran doll de sang que paria que la nau ne fos plena..... | » |
| — Tirant lo Blanc. | |   |

- "Excepte el lent degoteig dels embornals, no sortia cap soroll del vaixell", una frase extreta del llibre Un rameau dans la nuit de l'escriptor provençal Henri Bosco.